# Кадацький-Руднєв Іван Микитович
Іван Микитович Кадацький-Руднєв (14 січня 1889, Таганрог, Російська імперія — 28 липня 1938, Москва, СРСР) — радянський військовий діяч, флагман 1-го рангу (1935). Репресований у 1938 році.

## Біографія
Народився у Таганрозі. У 18 років пішов у торговий флот моряком, закінчив Таганрозьку морехідну школу. Під час Першої світової війни служив на Чорноморському флоті. У 1915 році отримав звання прапорщика по морській частині.
У 1918 році почав служити у радянському військово-морському флоті. У червні 1918 року на чолі тральщика «Адольф» брав участь у невдалій спробі радянського десанту проти німців у Таганрозі. У серпні 1918 року потрапив у полон до білогвардійців і зміг з нього втекти на початку 1920 року. У квітні-серпні 1920 року Кадацький-Руднєв був начальником зв'язку червоної Азовської флотилії. У серпні-грудні 1920 року командував дивізіоном канонерських човнів Азовської флотилії. У грудні 1920 року очолив Маріупольську військово-морську базу. У 1921—1922 роках служив на Чорноморському флоті, у 1922—1926 роках навчався у Військовому-морській академії.
У 1926—1930 роках командував крейсером «Комінтерн», у 1930—1931 роках командував лінкором «Паризька комуна», у 1931—1932 роках командував бригадою крейсерів Чорноморського флоту. У 1932—1933 роках командував загоном навчальних кораблів Балтійського флоту. У 1933—1938 роках — командувач Амурської військової флотилії. У 1935 році отримав звання флагмана 1-го рангу.
19 березня 1938 року заарештований НКВС СРСР. 28 липня 1938 року розстріляний. Реабілітований посмертно у 1956 році.

## Нагороди
- Орден Червоного Прапора (1928)
- Орден Червоної Зірки (1935)